# 하품

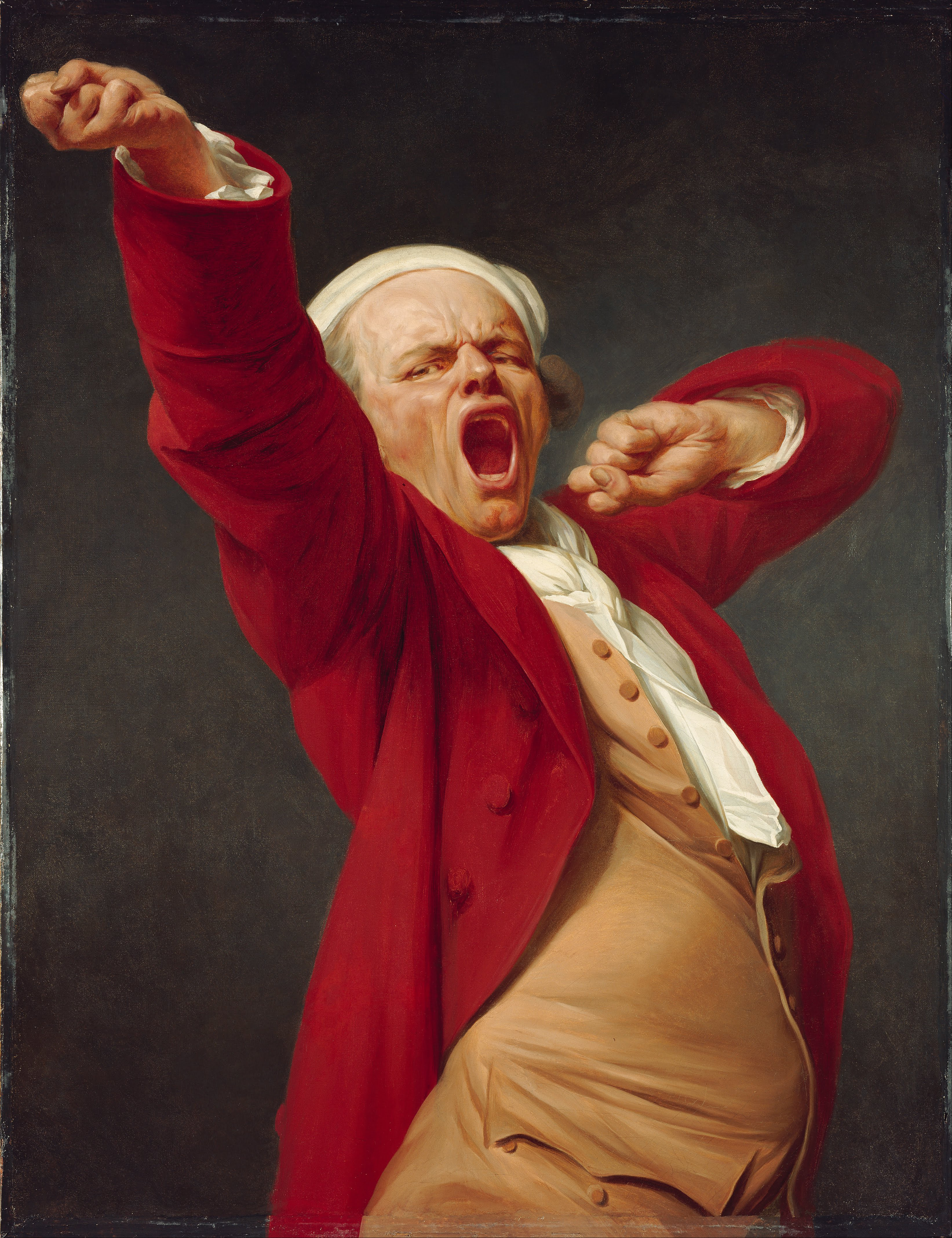

하품은 공기를 들이마시면서 고막이 늘어나는 반사 작용이며 이 현상 뒤에는 숨을 내뱉게 된다. 하품은 산소 부족에 관련되어 있다. 하품은 사람뿐만 아니라 짐승에게도 일어난다. 하품을 할 때는 눈을 찡그리게 되면서 눈물샘을 눌러 눈물이 나기도 한다.

## 개요
하품은 점진적인 입 벌림이 있는 긴 흡기 단계, 근육의 신장이 있는 짧은 절정, 근육 이완이 있는 빠른 호기 단계가 특징인 반사로, 일반적으로 몇 초 동안 지속된다. 물고기와 새의 경우, 이는 점진적인 입 벌림으로 설명되며 최소 3초 동안 열린 상태를 유지한 후 빠르게 입을 닫는다. 포유류, 조류, 파충류, 양서류, 심지어 어류를 포함한 거의 모든 척추 동물은 하품을 경험한다. 하품에 대한 연구를 캐스몰로지(chasmology)라고 한다.
하품은 잠자기 직전과 직후, 지루한 활동 중에 그리고 전염성 때문에 성인에게서 가장 자주 발생한다. 일반적으로 피로, 스트레스, 졸음, 지루함 또는 배고픔과 관련이 있다. 인간의 경우 하품은 종종 다른 사람이 하품하고 있다는 인식에 의해 유발된다(예: 하품하는 사람을 보거나 전화로 하품하는 사람과 대화). 이것은 긍정적인 피드백의 전형적인 예이다. 이 "전염성"을 띄는 하품은 침팬지, 개, 고양이, 새, 파충류에서도 관찰되었으며 서로 다른 종 사이에서도 발생할 수 있다. 학자들은 하품에 대한 약 20가지의 심리적 이유를 제안했지만 그 중 어느 하나가 우선인지에 대해서는 거의 합의가 이루어지지 않았다.
하품을 하는 동안 씹기근육과 삼키는 근육을 포함하여 기도 주변의 근육이 완전히 늘어난다. 이러한 강력한 재배치 근육 운동으로 인해 기도(폐와 인후)가 원래 크기의 3~4배로 확장된다. 중이의 고막긴장근이 수축하여 머리 내부에서 오는 것으로 인식되는 우르릉거리는 소음을 생성한다. 그러나 소음은 청각 장치의 기계적 방해로 인한 것이며 공기의 움직임에 의해 생성되지 않는다. 하품은 때때로 인간과 다른 동물에서 팔, 목, 어깨, 등을 포함한 신체의 여러 부분을 스트레칭하는 본능적인 행동을 동반한다.